# سان‌ست (یوتا)
سان‌ست (به انگلیسی: Sunset) شهری در ایالت یوتا کشور ایالات متحده آمریکا است که جمعیت آن در سرشماری سال ۲۰۱۰ میلادی، ۵٬۱۲۲ نفر بوده‌است.